# Хрусьцель, Антоний
Антоний Хрусьцель (пол. Antoni Chruściel; 16 июня 1896 — 30 ноября 1960, Вашингтон) — генерал бригады Войска Польского. Один из руководителей Варшавского восстания 1944.

## Учёба и служба в австрийской армии
С 1909 участвовал в тайном скаутском движении в Ярославе. В 1914 окончил с отличием гимназию в Ярославе. В августе 1914, после начала Первой мировой войны, вступил в Восточный легион, а в сентябре, после роспуска легиона, был призван в австрийскую армию. После окончания офицерских курсов командовал, в том числе, ротой в 90-м пехотном полку из Ярослава. Его подразделение, единственное в австрийской армии, вернулось после поражения в войне в 1918 в свой гарнизон с оружием и снаряжением.

## Офицер Войска Польского
С декабря 1918 служил в Войске Польском на различных должностях в 14-м пехотном полку (с 1919 — капитан), с 1922 — в 42-м пехотном полку. Одновременно изучал право во Львовском университете Яна Казимира. В октябре 1923 был переведён в 1-й кадетский корпус имени маршала Юзефа Пилсудского, где командовал ротой. В 1926 произведён в майоры. С мая 1927 — командир 2-го батальона в 6-м полку подгалянских стрелков в Стрые. В 1929—1931 учился в Высшей военной школе в Варшаве. После окончания школы и получения квалификации офицера Генерального штаба, с 1 сентября 1931, был преподавателем в пехотном учебном центре в Рембертове. С декабря 1931 — подполковник. С 1934 — преподаватель тактики в Высшей военной школе. С января 1937 — заместитель командира 40-го пехотного полка «Дети Львова». С марта 1938 — командир 82-го Сибирского стрелкового полка имени Тадеуша Костюшко в Бресте, во главе которого участвовал в сентябрьской кампании 1939. Участвовал в обороне крепости Модлин, после капитуляции которой был взят в плен немцами, помещён в транзитный лагерь Сольдау в Дзядове, откуда в конце октября 1939 бежал.

## В Армии крайовой
В июне-сентябре 1940 — начальник III отдела командования округа Союза вооружённой борьбы (СВБ) «Варшава-город». В октябре 1940 — мае 1941 — начальник штаба и заместитель командующего округом СВБ «Варшава-город». С июня 1941 — комендант округа СВБ — Армии Крайовой (АК) «Варшава». Псевдонимы — «Монтер», «Сокол», «Конар», «Нурт» и другие. С 10 августа 1942 — полковник. Во время Варшавского восстания 1944 командовал повстанческими частями. В сентябре 1944, после переименования подразделений АК — командир Варшавского корпуса АК. 14 сентября 1944 произведён в бригадные генералы.

## Эмигрант
В 1944—1945 — в немецком плену, затем жил в Великобритании, с июля 1945 был заместителем начальника главного штаба Польских вооружённых сил по вопросам армии, с сентября 1945 — заместитель начальника главного штаба Польских вооружённых сил по общим вопросам, затем начальник Главной ликвидационной комиссии Польских вооружённых сил. С марта 1947 — член высшего совета общества солдат Армии Крайовой. В 1946 решением просоветского Временного правительств национального единства был лишен польского гражданства (решение отменено без огласки Советом министров Польской Народной Республики в 1971).
В 1956 генерал Хрусьцель переехал в Вашингтон, где работал в адвокатском бюро, а затем переводчиком. Был похоронен по инициативе польских эмигрантов в Доулестоуне (Пенсильвания), который называют «американской Ченстоховой». В 2004, в 60-ю годовщину Варшавского восстания, был торжественно перезахоронен на Военном кладбище Повонзки в Варшаве.

## Награды
Награждён Серебряным крестом (1921), Золотым крестом (1939) и Кавалерским крестом (1947) Военного ордена Виртути Милитари, Большим крестом ордена Возрождения Польши (2009; посмертно), Офицерским крестом ордена Возрождения Польши, Крестом Независимости, Крестом Храбрых (четырежды; 1922 и 1944) и другими наградами.